# Eddie Charlton
Edward Francis « Eddie » Charlton AM, né le 31 octobre 1929 à Merewether, Nouvelle-Galles du Sud, en Australie, et mort le 7 novembre 2004 à Palmerston North, Nouvelle-Zélande, était un joueur de billard anglais et de snooker australien.
Charlton est né dans une famille de sportifs. Son frère Jim était également joueur de snooker. Eddie, en dehors du billard, était également champion de surf, joueur de football, de cricket, de tennis et boxeur. Il porte la flamme olympique à l'occasion des jeux olympiques de Melbourne en 1956.
Sa carrière dans le snooker est essentiellement marquée par des victoires sur le sol australien ; Charlton est sacré à quatorze reprises sur le championnat d'Australie professionnel. Il a aussi remporté le Pot Black à trois reprises, et a été triple finaliste du championnat du monde de snooker.

## Carrière

### Résultats sportifs généraux
Ancien mineur dans une mine de charbon, Charlton devient joueur de billard professionnel en 1963. Il remporte l'année suivante le championnat d'Australie, un titre qu'il conserve, à une exception, les vingt années suivantes, soit un total de quatorze victoires.
Charlton dispute la finale des championnats du monde de snooker à trois reprises, en 1968, où il est le seul challenger à John Pulman, en 1973 et en 1975. Lors de cette ultime tentative, il est vaincu d'une manche par Ray Reardon. Lors de la saison 1976-1977, Charlton atteint la troisième place du classement mondial de snooker, pour la première saison de ce classement. Charlton n'a cependant jamais remporté de tournoi comptant pour ce classement (seul le championnat du monde était doté de points lors des premières saisons). D'ailleurs, ses meilleurs résultats sur les tournois classés ont lieu au championnat du monde 1978, 1979 et 1982, avec des demi-finales. Ces résultats lui permettent d'ailleurs de se maintenir à la 3e place mondiale pendant cinq saisons.
En dehors des championnats du monde, Charlton remporte le Pot Black, un des premiers tournois de snooker télévisés, en 1972, 1973 et 1980, ce qui lui confère une certaine renommée auprès du public. Il réalise le premier century de l'histoire du tournoi, une performance remarquable car chaque match de Pot Black se joue en une seule manche gagnante. Charlton dispute également quatre finales de championnat du monde de billard. Il n'en remporte cependant aucune.

### Fin de carrière (1985-1995)
Redescendu à la 12e position du classement de 1985-1986, Charlton est beaucoup moins performant que durant ses meilleures années ; il ne parvient plus à remporter le titre en Australie, perdant deux finales. Ses résultats sur les tournois majeurs déclinent également, avec à noter, deux petits quarts de finale entre 1985 et 1996 (Open international et Open d'Europe).
En 1991, Eddie Charlton dispute sa toute dernière finale sur le circuit, lors de la première édition du championnat du monde de snooker seniors, et s'incline contre Cliff Wilson, signant tout de même un break de 103 points. Eddie Charlton dispute son dernier match au Crucible Theatre en 1992, où il est battu d'entrée par le champion du monde en titre, John Parrott, 10-0. C'est le seul match de l'histoire des championnats du monde durant lequel un joueur n'aura pas su marquer la moindre manche, jusqu'à 2019, où l'Anglais Shaun Murphy s'est défait du Chinois Luo Honghao 10 manches à 0.
Redescendu au 77e mondial, Charlton met un terme à sa carrière en 1995. Il aura disputé son dernier match sur le circuit au Masters d'Australie.

## Vie personnelle et décès
Actif dans l'organisation et la promotion du sport en Australie, il est fait membre de l'Ordre d'Australie en 1980. Il fonde l'association des joueurs de billard australiens, qui permet l'éclosion de talents en Australie, propulsant notamment Neil Robertson dans sa carrière de snooker.
Il meurt le 7 novembre 2004, des suites d'une opération.

## Palmarès
| Légende | Catégorie                      | Titres                         | Finales                        |
|         | Tournois classés               | 0                              | 0                              |
|         | Tournois non classés           | 21                             | 10                             |
|         | Tournois en équipes            | 0                              | 1                              |
|         | Tournois seniors               | 0                              | 1                              |
| Gras    | Tournois de la triple couronne | Tournois de la triple couronne | Tournois de la triple couronne |

### Titres
| Année     | Nom du tournoi                         | Lieu          | Adversaire         | Score       |
| 1964      | Championnat d'Australie                | Newcastle     | Warren Simpson     | Round-robin |
| 1966      | Championnat d'Australie (2)            | Harbord       | Warren Simpson     | 7-4         |
| 1967      | Championnat d'Australie (3)            | Sydney        | Warren Simpson     | 7-1         |
| 1968-1969 | Championnat du monde de match-play     | Sydney        | Rex Williams       | 43-30       |
| 1969-1970 | Championnat d'Australasie              | Sydney        | Warren Simpson     | 11-6        |
| 1970-1971 | Championnat d'Australie (4)            | Sydney        | Norman Squire      | Round-robin |
| 1971-1972 | Championnat d'Australie (5)            | Sydney        | Warren Simpson     | 11-7        |
| 1971-1972 | Pot Black                              | Birmingham    | Ray Reardon        | 1-0         |
| 1972-1973 | Championnat d'Australie (6)            | Sydney        | Gary Owen          | 19-10       |
| 1972-1973 | Pot Black (2)                          | Birmingham    | Rex Williams       | 1-0         |
| 1973-1974 | Championnat d'Australie (7)            | Wagga Wagga   | Gary Owen          | 31-10       |
| 1974-1975 | Championnat d'Australie (8)            | Wagga Wagga   | Warren Simpson     | 47-17       |
| 1975-1976 | Championnat d'Australie (9)            | Wagga Wagga   | Dennis Wheelwright | 31-10       |
| 1976-1977 | Championnat d'Australie (10)           | Melbourne     | Paddy Morgan       | Forfait     |
| 1976-1977 | Championnat du monde de match-play (2) | Melbourne     | Ray Reardon        | 31-24       |
| 1977-1978 | Championnat d'Australie (11)           | Melbourne     | Paddy Morgan       | 25-21       |
| 1978-1979 | Championnat d'Australie (12)           | Grafton       | Ian Anderson       | 29-13       |
| 1979-1980 | Tournoi international Limosin          | Le Cap        | John Spencer       | 23-19       |
| 1979-1980 | Classique Kronenbrau 1308              | Johannesbourg | Ray Reardon        | 7-4         |
| 1979-1980 | Pot Black (3)                          | Birmingham    | Ray Reardon        | 2-1         |
| 1984-1985 | Championnat d'Australie (13)           | Dubbo         | Warren King        | 10-3        |

### Finales perdues
| Année     | Nom du tournoi               | Lieu           | Adversaire     | Score       | Tableau |
| 1965      | Championnat d'Australie      | Sutherland     | Norman Squire  | Round-robin |         |
| 1968      | Championnat du monde         | Bolton         | John Pulman    | 34-39       | Tableau |
| 1968-1969 | Championnat d'Australie (2)  | Sydney         | Warren Simpson | 10-11       |         |
| 1969-1970 | Championnat d'Australie (3)  | Sydney         | Warren Simpson | 3-8         |         |
| 1972-1973 | Championnat du monde (2)     | Manchester     | Ray Reardon    | 32-38       | Tableau |
| 1974-1975 | Championnat du monde (3)     | Melbourne      | Ray Reardon    | 30-31       | Tableau |
| 1981-1982 | Pot Black                    | Birmingham     | Steve Davis    | 0-2         |         |
| 1982-1983 | Masters d'Australie          | Sydney         | Steve Davis    |             |         |
| 1985-1986 | Championnat d'Australie (4)  | Sydney         | John Campbell  | 7-10        |         |
| 1987-1988 | Championnat d'Australie (5)  | Sydney         | Warren King    | 7-10        |         |
| 1987-1988 | Coupe du monde               | Bournemouth    | Angleterre     | 7-9         |         |
| 1991-1992 | Championnat du monde seniors | Stoke-on-Trent | Cliff Wilson   | 4-5         |         |